# Alin Albu-Schäffer

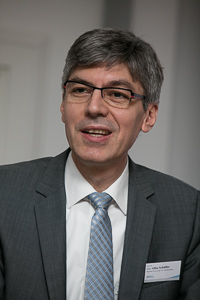
Alin Albu-Schäffer auf einer Konferenz in Berlin am 24. November 2015

Alin Albu-Schäffer (* 20. Oktober 1968 in Timișoara, Rumänien) ist ein rumänisch-deutscher Robotiker und seit 2012 Institutsdirektor des Instituts für Robotik und Mechatronik des Deutschen Zentrums für Luft- und Raumfahrt in Oberpfaffenhofen.
Neben der Institutsleitung des Instituts für Robotik und Mechatronik des DLR ist er Lehrstuhlinhaber des Lehrstuhls für Sensorbasierte Robotersysteme und Intelligente Assistenzsysteme in der Fakultät für Informatik der Technischen Universität München.

## Leben
Nach dem Studium der Elektrotechnik an der Polytechnischen Universität Timișoara in Rumänien promovierte Albu-Schäffer 2002 an der Technischen Universität München. Seit 1995 arbeitet er im Deutschen Zentrum für Luft- und Raumfahrt (DLR). 2012 wurde er zum Professor an der Fakultät für Informatik berufen und übernahm gleichzeitig den Posten als Direktor des Instituts für Robotik und Mechatronik des DLR. An der Technischen Universität München ist er derzeit zur Institutsleitung am DLR beurlaubt, lehrt aber dennoch in reduziertem Umfang an der TU und leitet dort eine kleine Robotik-Forschungsgruppe.
Seit 2021 ist Albu-Schäffer Mitglied der Deutschen Akademie der Technikwissenschaften.